# IMDb Bottom 100
Die IMDb Bottom 100 ist eine Liste der schlechtesten Spielfilme der Welt, die auf Bewertungen von Nutzern der Internet Movie Database (IMDb) basiert.

## Berechnungsformel
Die Filme werden auf Grundlage der Bayes-Schätzer-Funktion durch folgende Formel bewertet:
{\displaystyle W={RV+CM \over V+M}\ }
dabei ist:
W: die Endbewertung;
V: die Anzahl der Stimmen für den Film;
M: die Mindestanzahl an Stimmen für das Rating M = 10.000;
R: die durchschnittliche Bewertung des Films (nach einer 10-Punkte-Skala);
C: die durchschnittliche Bewertung aller Filme.
Um in die Liste aufgenommen zu werden, muss ein Film Bewertungen von mindestens 10.000 Nutzern erhalten haben. Dabei werden nur die Stimmen der angemeldeten IMDb-Nutzer gewertet, die regulär abstimmen.

## Liste (Stand: 25. März 2025)
| #   | Filmtitel                                             | Jahr | Regie                                 | Genre nach IMDb                        |
| --- | ----------------------------------------------------- | ---- | ------------------------------------- | -------------------------------------- |
| 001 | Disaster Movie                                        | 2008 | Jason Friedberg, Aaron Seltzer        | Komödie, Science-Fiction               |
| 002 | Manos: The Hands of Fate                              | 1966 | Harold P. Warren                      | Horror                                 |
| 003 | Birdemic: Shock and Terror                            | 2010 | James Nguyen                          | Fantasy, Horror, Mystery               |
| 004 | Superbabies: Baby Geniuses 2                          | 2004 | Bob Clark                             | Komödie, Familienfilm, Science-Fiction |
| 005 | Saving Christmas                                      | 2014 | Darren Doane                          | Komödie, Familienfilm                  |
| 006 | The Hottie & the Nottie – Liebe auf den zweiten Blick | 2008 | Tom Putnam                            | Komödie, Liebesfilm                    |
| 007 | House of the Dead                                     | 2003 | Uwe Boll                              | Action, Abenteuer, Horror              |
| 008 | Die Maske 2: Die nächste Generation                   | 2005 | Lawrence Guterman                     | Komödie, Familienfilm, Fantasy         |
| 009 | Radhe                                                 | 2021 | Prabhu Deva                           | Action, Krimi, Thriller                |
| 010 | Fantastic Movie                                       | 2007 | Jason Friedberg, Aaron Seltzer        | Abenteuer, Komödie, Fantasy            |
| 011 | Die Party Animals sind zurück!                        | 2006 | William Heins                         | Komödie                                |
| 012 | Battlefield Earth – Kampf um die Erde                 | 2000 | Roger Christian                       | Action, Abenteuer, Science-Fiction     |
| 013 | Alone in the Dark                                     | 2005 | Uwe Boll                              | Action, Horror, Science-Fiction        |
| 014 | Dragonball Evolution                                  | 2009 | James Wong                            | Action, Abenteuer, Fantasy             |
| 015 | Race 3                                                | 2018 | Remo D’Souza                          | Action, Krimi, Thriller                |
| 016 | Foodfight!                                            | 2012 | Lawrence Kasanoff                     | Animation, Action, Abenteuer           |
| 017 | Adam Sandler’s Love Boat                              | 1989 | Valerie Breiman                       | Komödie                                |
| 018 | Justin & Kelly: Beachparty der Liebe                  | 2003 | Robert Iscove                         | Komödie, Musical, Familienfilm         |
| 019 | DKAO – Türken im Weltall                              | 2006 | Kartal Tibet                          | Action, Komödie, Science-Fiction       |
| 020 | Meine Frau, die Spartaner und ich                     | 2008 | Jason Friedberg, Aaron Seltzer        | Komödie, Fantasy                       |
| 021 | Liebe mit Risiko – Gigli                              | 2003 | Martin Brest                          | Komödie, Krimi, Liebesfilm             |
| 022 | Daniel, der Zauberer                                  | 2004 | Ulli Lommel                           | Komödie, Krimi, Fantasy                |
| 023 | Date Movie                                            | 2006 | Jason Friedberg, Aaron Seltzer        | Komödie, Liebesfilm                    |
| 024 | Cats                                                  | 2019 | Tom Hooper                            | Komödie, Drama, Familienfilm           |
| 025 | Die Windel-Gang                                       | 1999 | Bob Clark                             | Komödie, Krimi, Familienfilm           |
| 026 | Glitter – Glanz eines Stars                           | 2001 | Vondie Curtis-Hall                    | Drama, Musical, Liebesfilm             |
| 027 | The Human Centipede III (Final Sequence)              | 2015 | Tom Six                               | Komödie, Horror                        |
| 028 | Cosmic Sin – Invasion im All                          | 2021 | Edward Drake                          | Action, Science-Fiction                |
| 029 | Jeepers Creepers: Reborn                              | 2022 | Timo Vuorensola                       | Horror, Mystery, Thriller              |
| 030 | 365 Tage – Dieser Tag                                 | 2022 | Barbara Białowąs, Tomasz Mandes       | Drama, Liebesfilm                      |
| 031 | Adipurush                                             | 2023 | Om Raut                               | Action, Abenteuer, Drama               |
| 032 | Der weiße Hai – Die Abrechnung                        | 1987 | Joseph Sargent                        | Abenteuer, Horror, Thriller            |
| 033 | Elk*rtuk                                              | 2021 | Keith English                         | Action, Krimi, Drama                   |
| 034 | Winnie the Pooh: Blood and Honey                      | 2023 | Rhys Frake-Waterfield                 | Horror                                 |
| 035 | BloodRayne                                            | 2005 | Uwe Boll                              | Action, Fantasy, Horror                |
| 036 | Hobgoblins                                            | 1988 | Rick Sloane                           | Komödie, Horror, Science-Fiction       |
| 037 | Troll 2                                               | 1990 | Claudio Fragasso                      | Komödie, Fantasy, Horror               |
| 038 | Enes Batur Hayal mi Gerçek mi?                        | 2018 | Kamil Cetin                           | Komödie                                |
| 039 | Left Behind                                           | 2014 | Vic Armstrong                         | Action, Fantasy, Science-Fiction       |
| 040 | 365 Tage                                              | 2020 | Barbara Białowąs, Tomasz Mandes       | Drama, Liebesfilm                      |
| 041 | Who’s Your Caddy?                                     | 2007 | Don Michael Paul                      | Komödie, Sport                         |
| 042 | Jack und Jill                                         | 2011 | Dennis Dugan                          | Komödie                                |
| 043 | Rollerball                                            | 2002 | John McTiernan                        | Action, Science-Fiction, Sport         |
| 044 | Santa Claus Conquers the Martians                     | 1964 | Nicholas Webster                      | Abenteuer, Komödie, Familienfilm       |
| 045 | Slender Man                                           | 2018 | Sylvain White                         | Horror, Mystery, Thriller              |
| 046 | Student of the Year 2                                 | 2019 | Punit Malhotra                        | Action, Komödie, Drama                 |
| 047 | Catwoman                                              | 2004 | Pitof                                 | Action, Krimi, Fantasy                 |
| 048 | Kazaam – Der Geist aus der Flasche                    | 1996 | Paul Michael Glaser                   | Komödie, Familienfilm, Fantasy         |
| 049 | Jiu Jitsu                                             | 2020 | Dimitri Logothetis                    | Action, Thriller                       |
| 050 | Breach                                                | 2020 | John Suits                            | Action, Horror, Science-Fiction        |
| 051 | Laxmii                                                | 2020 | Raghava Lawrence, Balakrishnan Thevar | Action, Komödie, Horror                |
| 052 | Steel Man                                             | 1997 | Kenneth Johnson                       | Action, Abenteuer, Krimi               |
| 053 | Open House                                            | 2018 | Matt Angel, Suzanne Coote             | Horror, Thriller                       |
| 054 | Die Pute von Panem – The Starving Games               | 2013 | Jason Friedberg, Aaron Seltzer        | Abenteuer, Komödie, Science-Fiction    |
| 055 | Beilight – Bis(s) zum Abendbrot                       | 2010 | Jason Friedberg, Aaron Seltzer        | Komödie, Horror                        |
| 056 | Emoji – Der Film                                      | 2017 | Tony Leondis                          | Animation, Abenteuer, Komödie          |
| 057 | Smolensk                                              | 2016 | Antoni Krauze                         | Drama, Thriller                        |
| 058 | Dumm und dümmerer                                     | 2003 | Troy Miller                           | Komödie                                |
| 059 | Gunday                                                | 2014 | Ali Abbas Zafar                       | Action, Drama, Musical                 |
| 060 | Texas Chainsaw Massacre – Die Rückkehr                | 1994 | Kim Henkel                            | Komödie, Horror, Thriller              |
| 061 | Scary Movie 5                                         | 2013 | Malcolm D. Lee                        | Komödie, Horror                        |
| 062 | Baaghi 3                                              | 2020 | Ahmed Khan                            | Action, Abenteuer, Thriller            |
| 063 | Tees Maar Khan                                        | 2010 | Farah Khan                            | Komödie, Krimi                         |
| 064 | The Room                                              | 2003 | Tommy Wiseau                          | Drama                                  |
| 065 | Meister der Verwandlung                               | 2002 | Perry Andelin Blake                   | Abenteuer, Komödie, Familienfilm       |
| 066 | 365 Days - Noch Ein Tag                               | 2022 | Barbara Bialowas                      | Drama                                  |
| 067 | Far Cry                                               | 2008 | Uwe Boll                              | Action, Abenteuer, Science-Fiction     |
| 068 | Der Kindergarten Daddy 2: Das Feriencamp              | 2007 | Fred Savage                           | Komödie, Familienfilm                  |
| 069 | Hercules in New York                                  | 1970 | Arthur Allan Seidelman                | Abenteuer, Komödie, Fantasy            |
| 070 | Police Academy 7 – Mission in Moskau                  | 1994 | Alan Metter                           | Komödie, Krimi                         |
| 071 | Bratz                                                 | 2007 | Sean McNamara                         | Komödie, Familienfilm, Musical         |
| 072 | Mortal Kombat 2 – Annihilation                        | 1997 | John R. Leonetti                      | Action, Abenteuer, Fantasy             |
| 073 | FearDotCom                                            | 2002 | William Malone                        | Krimi, Horror, Thriller                |
| 074 | Ninja Kids – Mission Freizeitpark                     | 1998 | Sean McNamara                         | Action, Abenteuer, Komödie             |
| 075 | Liger                                                 | 2022 | Puri Jagannadh                        | Action, Drama, Liebesfilm              |
| 076 | Barb Wire                                             | 1996 | David Hogan                           | Action, Science-Fiction                |
| 077 | Captain America                                       | 1990 | Albert Pyun                           | Action, Abenteuer, Science-Fiction     |
| 078 | Fifty Shades of Black                                 | 2016 | Michael Tiddes                        | Komödie                                |
| 079 | Spy Kids – Alle Zeit der Welt                         | 2011 | Robert Rodriguez                      | Action, Abenteuer, Komödie             |
| 080 | Die unendliche Geschichte 3 – Rettung aus Phantásien  | 1994 | Peter MacDonald                       | Abenteuer, Komödie, Familienfilm       |
| 081 | Black Christmas                                       | 2019 | Sophia Takal                          | Horror, Mystery, Thriller              |
| 082 | Batman & Robin                                        | 1997 | Joel Schumacher                       | Action, Science-Fiction                |
| 083 | Goal 3 – Das Finale                                   | 2009 | Andy Morahan                          | Abenteuer, Drama, Liebesfilm           |
| 084 | Der weiße Hai 3-D                                     | 1983 | Joe Alves                             | Abenteuer, Horror, Thriller            |
| 085 | Dragon Wars                                           | 2007 | Hyung-rae Shim                        | Action, Drama, Fantasy                 |
| 086 | Mick... mein Freund vom anderen Stern                 | 1988 | Stewart Raffill                       | Abenteuer, Komödie, Familienfilm       |
| 087 | Superman IV – Die Welt am Abgrund                     | 1987 | Sidney J. Furie                       | Action, Abenteuer, Science-Fiction     |
| 088 | Dungeons & Dragons                                    | 2000 | Courtney Solomon                      | Action, Abenteuer, Fantasy             |
| 089 | Bucky Larson: Born to Be a Star                       | 2011 | Tom Brady                             | Komödie                                |
| 090 | The Fog – Nebel des Grauens                           | 2005 | Rupert Wainwright                     | Horror, Mystery                        |
| 091 | The Wicker Man                                        | 2006 | Neil LaBute                           | Horror, Mystery, Thriller              |
| 092 | Ich weiß, wer mich getötet hat                        | 2007 | Chris Sivertson                       | Horror, Mystery, Thriller              |
| 093 | Piranha 2                                             | 2012 | John Gulager                          | Komödie, Horror, Science-Fiction       |
| 094 | The Hungover Games                                    | 2014 | Josh Stolberg                         | Abenteuer, Komödie, Fantasy            |
| 095 | Spiceworld – Der Film                                 | 1997 | Bob Spiers                            | Komödie, Familienfilm, Musical         |
| 096 | Dabangg 3                                             | 2019 | Prabhu Deva                           | Drama, Action, Komödie                 |
| 097 | Der Love Guru                                         | 2008 | Marco Schnabel                        | Komödie, Liebesfilm, Sport             |
| 098 | Schwerter des Königs – Dungeon Siege                  | 2007 | Uwe Boll                              | Action, Abenteuer, Fantasy             |
| 099 | Die Abenteuer von Sharkboy und Lavagirl in 3-D        | 2005 | Robert Rodriguez                      | Action, Abenteuer, Komödie             |
| 100 | The Human Centipede II                                | 2011 | Tom Six                               | Horror                                 |

## Regisseure
Am häufigsten sind in der Liste Filme folgender Regisseure zu finden:
- Jason Friedberg und Aaron Seltzer: 6 Filme
- Uwe Boll: 5 Filme
- Barbara Białowąs: 3 Filme